# Cyathodium steerei
Cyathodium steerei là một loài rêu trong họ Targioniaceae. Loài này được Hässel de Menéndez mô tả khoa học đầu tiên năm 1961.
Danh pháp khoa học của loài này chưa được làm sáng tỏ. 